# Nordirlands damlandslag i volleyboll
Nordirlands damlandslag i volleyboll representerar Nordirland i volleyboll på damsidan. Det har deltagit i kval till VM, EM och EM för små nationer, dock utan att lyckas kvalificera sig för något av mästerskapen.

### Fotnoter
1. 1 2  ”Northern Ireland Volleyball Association - News, Information, Matches...” (på engelska). https://www.nivb.co.uk/. Läst 12 november 2023.
2. 1 2 3  ”CEV:s databas”. https://www-old.cev.eu/Competition-Area/CompetitionTeamDetails.aspx?TeamID=10346.
3. ↑  ”2017 CEV Volleyball European Championship Small Countries Division - Women” (på engelska). Confédération Européenne de Volleyball. https://www-old.cev.eu/Competition-Area/competition.aspx?ID=928&PID=-2. Läst 23 mars 2023.
4. ↑  ”2018 FIVB Volleyball World Championship - Women - European Qualification” (på engelska). Confédération Européenne de Volleyball. https://www-old.cev.eu/Competition-Area/competition.aspx?ID=977&PID=-2. Läst 23 mars 2023.